# 24732 Leonardcohen
24732 Leonardcohen este o planetă minoră (asteroid), cu un diametru de 3,475 km, din centura de asteroizi. A fost descoperită pe 2 februarie 1992 la Observatorul La Silla de Eric Walter Elst și a fost numită după Leonard Cohen. 
Obiectul prezintă o orbită caracterizată de o semiaxă mare de 2,6099988 UAi, o excentricitate de 0,11, o înclinație de 11,48991 ° în raport cu ecliptica.